# Frondininae
Frondininae es una subfamilia de foraminíferos bentónicos cuyos taxones han sido tradicionalmente incluidos en la familia Ichthyolariidae, de la superfamilia Robuloidoidea, del suborden Lagenina y del orden Lagenida. Su rango cronoestratigráfico abarca desde el Capitaniense (Pérmico medio) hasta el Changhsingiense (Pérmico superior).

## Discusión
Clasificaciones más recientes incluyen Langellinae en la Familia Frondinidae.

## Clasificación
Frondininae incluye a los siguientes géneros:
- Frondina †, también considerado en Familia Ichthyolariidae.
- Ichthyofrondina †, también considerado en Familia Ichthyolariidae.